# Položský region
Položský region (makedonsky Полошки регион, Pološki region) je jedním z osmi statistických regionů v Severní Makedonii. V roce 2021 zde žilo 251 552 obyvatel. Největším sídlem regionu je město Tetovo.

## Poloha, popis
Rozkládá se v severozápadní části státu a jeho rozloha je 2 416 km². Sousedními regiony jsou Skopský na východě a Jihozápadní. Region hraničí na západě s Albánií a na severu s Kosovem.
Region tvoří celkem 9 opštin:
| Opština           | Obyvatel (rok 2021) | Správní centrum | Rozloha (km²) |
| ----------------- | ------------------- | --------------- | ------------- |
| Bogovinje         | 22 906              | Bogovinje       | 141,65        |
| Brvenica          | 13 645              | Brvenica        | 164,3         |
| Gostivar          | 59 770              | Gostivar        | 513,39        |
| Jegunovce         | 8 895               | Jegunovce       | 176,93        |
| Mavrovo a Rostuša | 5 042               | Rostuša         | 663,19        |
| Tearce            | 17 694              | Tearce          | 136,55        |
| Tetovo            | 84 770              | Tetovo          | 261,89        |
| Vrapčište         | 19 842              | Vrapčište       | 157,98        |
| Želino            | 18 988              | Želino          | 201,04        |